# لين بيفونغ (أفاتار)
لين بيفونغ (北方琳 بيفونغ لين) (بالإنجليزية: Lin Beifong)‏ هي شخصية رئيسية في مسلسل الرسوم المتحركة من نكلوديون أسطورة كورا. ابتكر الشخصية مايكل دانتي ديمارتينو و‌براين كونيزكو، وأداها صوتيًا ميندي ستيرلينغ. أم لين - تاف بيفونغ - قد ساعدت الأفاتار السابق آنغ - في مسلسل أفاتار: أسطورة آنج الذي يسبق أسطورة كورا - لحماية مملكة الأرض من الدمار. لين هي الابنة الأكبر لتاف من أصل بنتين.

## وصلات خارجية
- لين بيفونغ (أفاتار) في قاعدة بيانات الأفلام على الإنترنت